# Balkansjögroda
Balkansjögroda (Rana kurtmuelleri, Pelophylax kurtmuelleri eller Rana balcanica) är en art i familjen äkta grodor som tillhör ordningen stjärtlösa groddjur.

## Utseende
Balkansjögrodan är nära släkt med sjögrodan som den ersätter i sitt utbredningsområde. Utseendemässigt är den också lik sjögrodan, det vill säga med en olivbrun/gråaktig ovansida och vitaktig undersida med mörka fläckar. Mer grönaktiga former är mindre vanliga än hos sjögrodan, och den har en tydlig, ljusgrön mittlinje längs ryggen. Medellängden är 72 mm för hanarna, 78 mm för honorna. Hanen har grå strupsäckar.

## Taxonomi
Alla forskare betraktar inte sjögrodan och balkansjögrodan som olika arter. Synonymen Rana balcanica förefaller inte längre betraktas som giltig.

## Vanor
Balkansjögrodan är en i hög grad akvatisk art, som finns i våtmarker och i eller nära öppna vatten från havsytans nivå upp till 1 000 m. Den är dock ovanlig över 600 m.

## Utbredning
Arten finns i större delen av Albanien och Grekland. Den har också införts till regionen Ligurien i Italien (1941). Det finns även en, sannolikt tämligen nyligen införd (under tidigt 1980-tal) population i Fælledparken i Köpenhamn.

## Status
Grodan är klassificerad som livskraftig ("LC") och populationen minskar inte. Utdikning och vattenföroreningar är dock möjliga hot, liksom insamling som föda i norra delen av dess utbredningsområde.